# Waipu

Waipu est une petite localité de la baie des Daurades (en), dans la région du Northland dans l’Île du Nord de la Nouvelle-Zélande, avec un important héritage écossais.

## Population
La population était de 1 491 habitants lors du recensement de 2006 Nouvelle-Zélande, en augmentation de 222 résidents par rapport à celui de 2001 .

## Évènement
Un élément important du calendrier de la ville est les «Highland Games», qui se tiennent annuellement à l’occasion de la  Nouvelle-Année .
Juste en dehors de la ville se trouvent les grottes de Waipu Caves, qui contiennent une population significative de vers luisants ou glow worms (en).

## Histoire
Waipu fut le centre d’une importante colonie  presbytérienne menée par le Révérend Norman McLeod (en), un ministre du culte presbytérien, qui fit venir ses coreligionnaires de la région des Highlands d’Écosse jusqu’en Nouvelle-Zélande via l’association Pictou (en) et St. Ann's (en) située en Nouvelle-Écosse et en passant par l’Australie.
5 bâtiments de transport contenant plus de 800 colons arrivèrent ainsi à Waipu en 1850.
Pour plus de détails à propos des colons européens initiaux, voir l’entrée consacrée au révérend Norman McLeod (en).

## L’embranchement de Waipu
En 1914, un embranchement ferroviaire du chemin de fer partant de la ligne nord d’Auckland (en) fut projeté pour aller vers la ville de Waipu, pour desservir les activités agricoles de la région. 
La construction de la ligne fut retardée du fait de la Première Guerre mondiale, mais vers 1920, 25 hommes furent employés pour la construction du ballast.
Toutefois, vers 1924, les véhicules privés devinrent plus communs et les lignes de chemins de fer pour desservir des populations clairsemées dans les zones rurales devinrent moins nécessaires.
Du fait du manque significatif d’activité industrielle dans la région de Waipu, l’embranchement ne fut plus considéré comme économiquement viable et la construction fut abandonnée avant que la voie ne fut installée .
Néanmoins, une nouvelle ligne de chemin de fer, la branche de Mardsen point (en), est actuellement proposée à la construction et devrait suivre une route  similaire à celle du projet avorté de la ligne de Waipu.

## Éducation
L’école de Waipu est une école mixte contribuant au primaire (allant des années 1 à 6) avec un taux de décile de 7 et un effectif de 206 élèves .
- Des écoles furent implantées dans le secteur de Waipu à Bream Tail, Waipu Centre, The Braigh, North River et Waipu Cove.
- L’école de Bream Tail et celle de Waipu Caves furent fermées avant 1930.

Les écoles restantes, dont une dans le secteur nommé Mata north de la localité de Ruakaka, furent fusionnées pour former la Waipu District High School en 1940, qui fournit des services pour le primaire et le secondaire dans un seul site situé à St Mary's Road. 
- L’école de Ruakaka School devait initialement être incluse dans la fusion, mais les habitants de Ruakaka résistèrent.

En 1956, le département secondaire se déplaça vers un nouveau site à Argyle Street, bien que certaines classes secondaires restèrent sur le site original.
Vers la fin des années 1960, l’école de Waipu était la plus importante école du District High School du pays et avait des locaux inadaptés.
L’école fut scindée au début de 1972 pour former les nouveaux locaux du collège de Bream Bay (en) et  Waipu Primary, la high school se déplaçant vers un nouveau site au niveau de la ville de Ruakaka en 1974. 
L’école primaire se déplaça vers le site d'Argyle Street.